# Philips PM5544

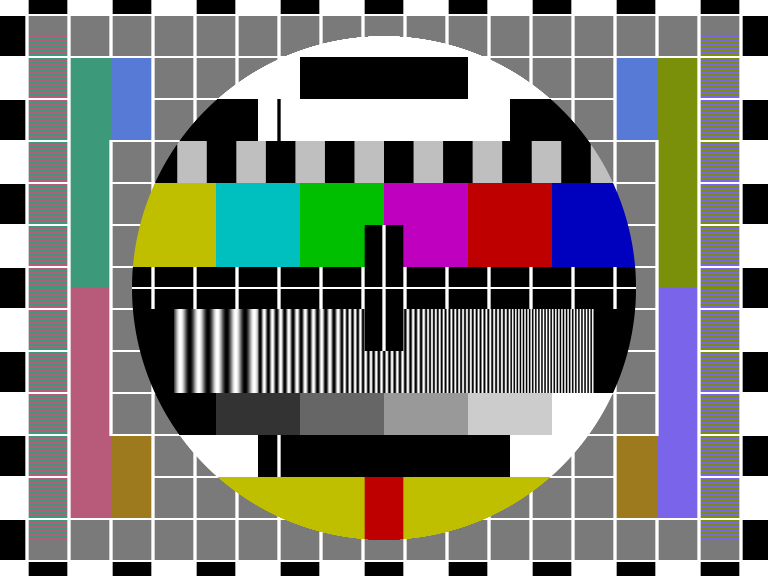
Le Philips PM5544.

Philips PM5544 désigne un générateur de modèle télévisuel généralement utilisé comme « mire » complexe et désigné parfois comme le modèle Philips ou le modèle en cercle PTV. Ce modèle est conçu en 1966 par l'ingénieur Finn Hendil au laboratoire télévisuel de Philips à Copenhague, sous la supervision de l'ingénieur en chef Erik Helmer Nielsen. Cette mire est généralement exploitée à la norme 625 lignes et moins fréquemment, à la norme 525 lignes.
L'équipement, le générateur de mire PM-5544 est élaboré l'année suivante par Hendil et son équipe.
Depuis son apparition au début des années 1970, la mire PM5544 est devenue l'une des plus fréquemment utilisées ainsi que les barres de couleur SMPTE, la mire test de la BBC et la « zone plate » de Snell & Wilcox. Cette mire est intégrée à d'autres générateurs de tests produits par Philips et d'autres fabricants.

## Variantes

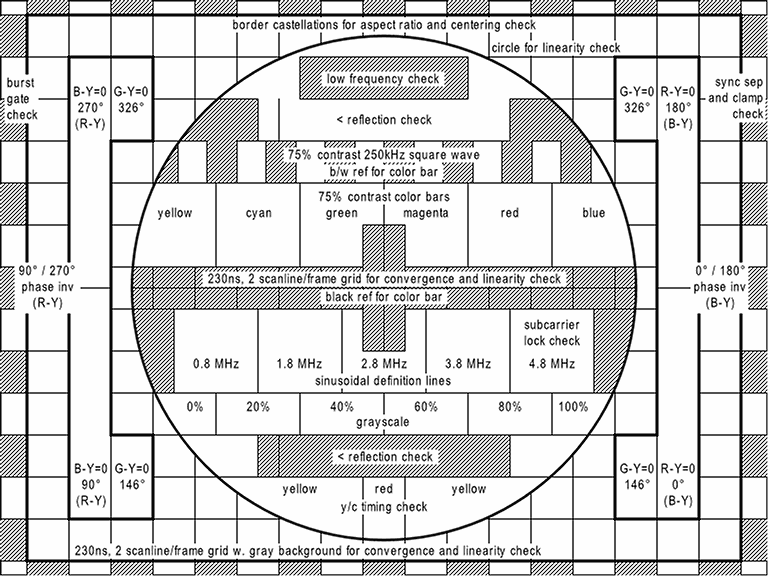
Explication graphique des composantes du PM5544.

Il existe différentes versions du modèle, en fonction des normes et des standards couleur : PM5644G (Norme G 625 lignes et couleur PAL), PM5644L (Norme L 625 lignes et couleur SECAM), PM5644P (Norme M 525 lignes et couleur PAL) et PM5644M (Norme M 525 lignes et couleur NTSC).
La variante exploitée dans les pays ayant adopté le standard couleur SECAM dont la France, est légèrement modifiée. Les spécificités graphiques de résolution et de teintes latérales pour éprouver les limites du PAL en télédiffusion sont supprimées.
Certaines chaînes de télévision personnalisent la mire pour inclure notamment à l'intérieur du « cercle », une horloge, une date numérique ou le logo/identifiant de la chaîne. Cette pratique est fréquente en Asie et dans certaines parties de l'Europe, tout comme en Afrique du Sud.
La variante PM5644 lancée dans les années 1990, est généralement exploitée avec le format écran large 16/9 en 625 lignes ainsi qu'avec le standard PALplus (en).

## Exploitation à l'antenne
De 1971 jusqu'à la fin des années 1990, la BBC utilise le modèle PM5544 légèrement modifié, nommé le Test Card G (en), en conjonction avec la Test Card F. De même, l'Independent Broadcasting Authority (IBA) exploite cette combinaison dans les années 1970 mais abandonne la Test Card G pour développer l'ETP-1 et utiliser cette dernière mire, à partir de 1979 sur le réseau ITV.

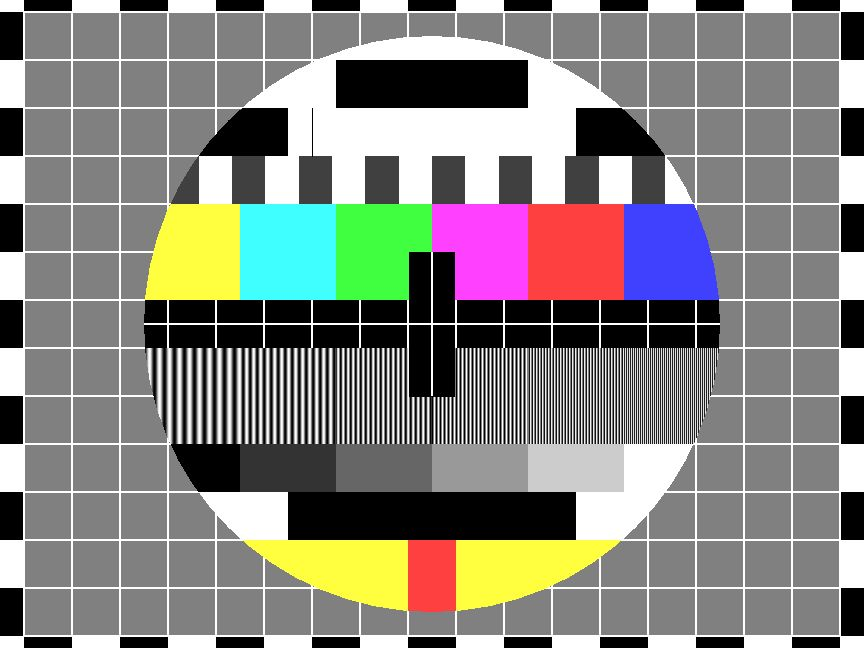
La variante simplifiée adapté au standard SECAM.

Depuis l'adaptation du modèle Philips PM5544 pour le code de couleurs de la Phase Alternating Line, il est moins utilisé par les diffuseurs exploitant les standards couleur National Television System Committee et SÉCAM. Certains d'entre-eux, tels CBFT et CBMT au Canada, WBOY-TV (en) et WNYW aux États-Unis, DZBB-TV (en) aux Philippines, Myawaddy TV (en) en Birmanie, KBS et MBC en Corée du Sud et TTV Main Channel (en), CTV Main Channel (en) et CTS Main Channel (en) à Taïwan, utilisent la variante à 525 lignes,, variante également utilisée par la chaîne nationale japonaise NHK, avec quelques modifications la rendant compatible avec le système de NTSC-J (en).
Parmi les autres chaînes SECAM utilisant la mire Philips PM5544, on note TF1, Antenne 2, FR3, Canal+, La Cinquième et M6 en France, Iraqi TV (en) en Irak, VTV au Vietnam et bTV en Bulgarie. TVP en Pologne exploite cette mire pour la transmission SECAM depuis les années 1970 et continue de l'utiliser depuis sa migration vers le PAL, dans les années 1990.
Philips PM5544 est largement utilisé en Australie durant plusieurs années, principalement sur les réseaux ABC et SBS. En Nouvelle-Zélande, le modèle est utilisé par Television New Zealand.
Dans les pays germanophones (D-A-CH), on note l'utilisation du PM5544 par le diffuseur public autrichien ORF et par le réseau allemand RTL. L'utilisation limitée de cette mire dans ces pays s'explique par leur préférence pour la mire d'origine allemande FuBK, créée par Telefunken.

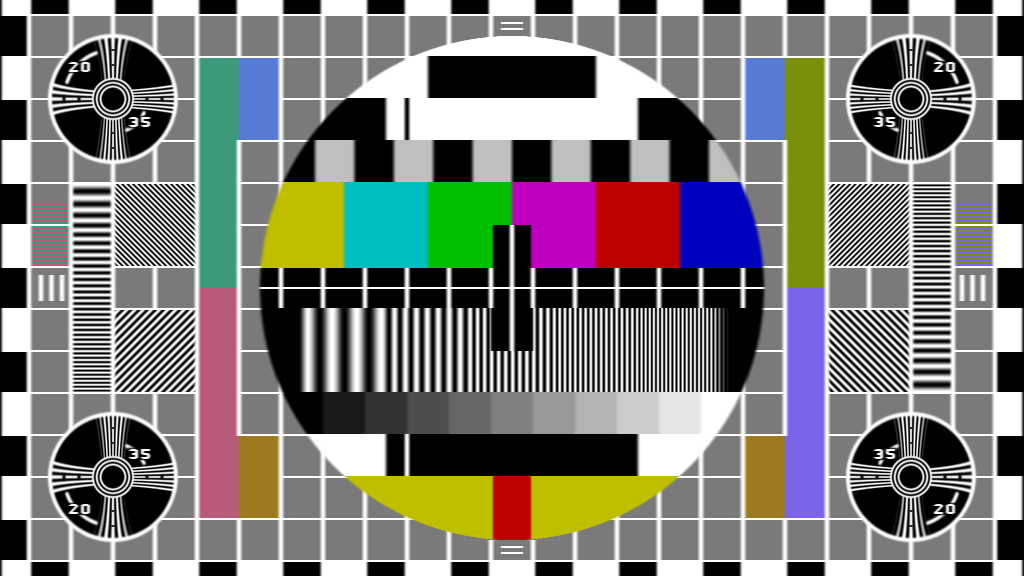
La variante PM5644, spéciale écran large.

En Espagne, PM5544 est exploité par plusieurs chaînes depuis les années 1980, dont notamment TV3, El 33 (en), Telemadrid, Antena 3 et Canal+. Le diffuseur public TVE utilise sa propre carte créée en 1975, jusqu'au début des années 2000.
En Afrique du Sud, la South African Broadcasting Corporation (SABC) utilise le PM5544 depuis 1975. La Saudi Broadcasting Authority (en) (SBA) en Arabie Saoudite utilise une version fortement modifiée du PM5544 entre 1982 et 2009.